# Huia Publishers
Huia Publishers é uma premiada editora independente com sede em Wellington, Nova Zelândia. A companhia foi fundada em 1991 por Robyn Bargh para trazer vozes à literatura maori no país através da promoção de escritores maori, sua língua e suas perspectivas. Seu nome é uma homenagem ao pássaro endêmico huia, atualmente extinto.
Muitos dos livros da empresa apresentam a língua maori ou as experiências do povo nativo. A Huia publicou o primeiro dicionário monolíngue maori em 2006, chamado Tirohia Kimihia.
A empresa agora também publica livros de autores do Pacífico. Os principais escritores do Pacífico, tais como Albert Wendt e Karlo Mila já publicaram com Huia Publishers.